# Rozbicie więzienia św. Michała w Krakowie
Rozbicie więzienia św. Michała w Krakowie – bezkrwawa akcja polskiego podziemia niepodległościowego, przeprowadzona w centrum Krakowa 18 sierpnia 1946 roku. VI krakowska kompania Zgrupowania Partyzanckiego „Błyskawica” we współpracy z uzbrojonymi więźniami dokonała rozbrojenia strażników więzienia św. Michała przy ul. Senackiej 3 i uwolniła przetrzymywanych tam 62 lub 64 więźniów politycznych, głównie żołnierzy Armii Krajowej i Narodowych Sił Zbrojnych.

## Kontekst sytuacyjny
W budynku dawnego, barokowego kościoła św. Michała przy ul. Senackiej w Krakowie, z którego w 1797 roku wyrzucono karmelitów bosych, austriacki zaborca utworzył więzienie, nazywane powszechnie ze względu na wezwanie nieistniejącego już kościoła więzieniem św. Michała. Po II wojnie światowej obiekt został oddany Ministerstwu Bezpieczeństwa Publicznego. Przetrzymywano w nim żołnierzy Armii Krajowej, Narodowych Sił Zbrojnych i innych formacji polskiego podziemia niepodległościowego schwytanych na obszarze całej Małopolski. Więzienie było strzeżone przez 52 strażników na obiekcie i 21 w odwodzie, możliwych do wezwania na alarm. Ich uzbrojenie stanowiło 6 karabinów maszynowych, 5 pistoletów maszynowych, 62 karabiny i 30 granatów. Szczególnie groźne były dwa kaemy na wieżyczkach, obejmujące polem ostrzału główną bramę, ul. Senacką, fragment ul. Grodzkiej i Plant.
W 1946 roku najsilniejszym oddziałem polskiego podziemia w Małopolsce było Zgrupowanie Partyzanckie „Błyskawica” mjr. Józefa Kurasia „Ognia”, operujące głównie na Podhalu. Byli żołnierze AK i NSZ przebywający w Krakowie, którym udało się uniknąć aresztowania, nawiązali w październiku 1945 roku kontakt z „Ogniem”, wskutek czego utworzyli w porozumieniu z nim formację operującą na terenie miasta, ale podległą pod oddział Kurasia, VI krakowską kompanię Zgrupowania Partyzanckiego „Błyskawica”. Dowódcą kompanii został Jan Janusz „Siekiera”. Jej kryjówka mieściła się w budynku dawnych austriackich koszar w Podgórzu, przy ul. Na Zjeździe 8. Kompania posiadała amerykańską ciężarówkę GMC CCKW z programu lend-lease oraz mundury LWP, dzięki którym niepostrzeżenie poruszała się po Krakowie i okolicach.

## Planowanie
Z uwagi na silną obronę obiektu, bliskość innych budynków zajmowanych przez władze komunistyczne (więzienie mieściło się w centrum miasta wojewódzkiego) oraz dużą liczbę patroli milicji i wojska na ulicach, przeprowadzenie akcji małymi siłami VI kompanii było możliwe tylko przy rozpoczęciu jej od wewnątrz. „Siekiera” nawiązał kontakt z osadzonym przy Senackiej żołnierzem podziemia Bolesławem Pronobisem „Ikarem”. Temu udało się przekonać do współpracy strażnika więziennego, Stanisława Krejczę. Ponadto żołnierze z oddziału „Siekiery” wciągnęli do konspiracji kierowniczkę pralni więziennej, Irenę Odrzywołek, zaznajamiając ją z planami akcji i przekazując jej broń.

W dniu przez akcją, 17 sierpnia 1946 roku, Odrzywołek we współpracy z Krejczą rozdała broń palną i granaty wybranym więźniom. Jak opisał tę sytuację osadzony w więzieniu św. Michała Edward Czarnecki „Murzyn”: 

Wyszedłem na korytarz i zobaczyłem go w towarzystwie młodej, bardzo ładnej kobiety w więziennym mundurze służbowym. Była to, jak się potem dowiedziałem, kierowniczka więziennej pralni Irena Odrzywołek, dobra znajoma Pronobisa. Krejcza poprowadził nas w kierunku najbliższego karceru i otworzywszy go, wpuścił nas do środka. „Poznajcie się – powiedział – ta pani przyniosła ci coś dobrego do jedzenia”. I pozostawił nas samych. „Ma pan pozdrowienia od kolegów z wolności” – powiedziała kobieta i wręczyła mi koszyk z owocami. – „Proszę uważać – dodała – tam pod spodem są granaty”. Zza paska spódnicy wyjęła trzy pistolety, w tym jednego visa. Rozmawialiśmy przez chwilę. Upewniłem się, że ustalona data jest aktualna i pożegnaliśmy się. Broń ukryłem na sobie, pod bluzą, a owoce z ukrytymi pod spodem granatami niosłem w ręce. Wróciłem do celi. Przy pomocy dwóch wtajemniczonych kolegów ukryłem broń w schowku, który przygotowaliśmy wcześniej w okrągłym piecu

## Przebieg akcji
W godzinach porannych 18 sierpnia 1946 roku z Podgórza wyjechali ciężarówką GMC Jan Janusz „Siekiera”, Marian Zielonka „Bill”, Bolesław Świątnicki „Lampart” i Zbigniew Paliwoda „Jur”. O godz. 10:00 dotarli na Senacką, gdzie za pomocą sfałszowanej legitymacji UB wjechali na teren więzienia przez główną bramę.
W więzieniu św. Michała panował niepisany zwyczaj otwierania drzwi cel dla przewietrzenia pomieszczeń. Stało się tak również w dniu akcji, pomimo niechęci strażnika pełniącego wtedy służbę, który oświadczył, że będzie otwierał tylko dwie cele jednocześnie. Najpierw otworzył pomieszczenie, w którym przetrzymywano „Ikara” i „Murzyna”, a następnie celę z Antonim Szczyrkiem „Stefanem” i Tadeuszem Honkiszem „Bawołem”. Ci drudzy rozbroili strażnika przy użyciu przeszmuglowanego do ich celi pistoletu i wyszli na korytarz, spotykając tam „Ikara” i „Murzyna”. Ukradzionymi od strażnika kluczami zaczęli oni otwierać kolejne cele i uwalniać następnych osadzonych. Uzbrojeni poprzedniego dna więźniowie przyłączali się do akcji rozbrajania kolejnych strażników.

„Murzyn”, „Stefan”, „Ikar” oraz Władysławem Dziedzic „Waldemar”, również uwolniony więzień, udali się następnie do mieszkania naczelnika więzienia, Michała Obretennego, któremu oświadczyli: 

Panie naczelniku, więzienie zostało opanowane przez żołnierzy AK!

Następnie związali go i obiecali życie, jeśli nie będzie stawiać oporu. Wyzwoleni więźniowie szybko opanowali zbrojownię, rozdysponowując broń pomiędzy siebie, a także przerwali przewody instalacji alarmowej. Kiedy umieścili w oknie więzienia jeden ze zdobycznych karabinów maszynowych, strzelcy kaemów na wieżyczkach więzienia zdezerterowali.
Ciężarówka z grupą 25–30 więźniów pod dowództwem „Ikara” opuściła teren więzienia, nie napotykając żadnego oporu i odjechała do kryjówki w okolicach Miechowa. Pozostali uwolnieni rozpierzchli się po Krakowie, szukając schronienia na własną rękę; ułatwił im to fakt, że byli w cywilnych ubraniach, gdyż wówczas nie używano jeszcze ubrań więziennych. Łącznie uwolniono 62 lub 64 więźniów. Świadkami akcji w więzieniu św. Michała było trzech oficerów Armii Czerwonej spacerujących po Plantach, którzy widząc przewagę liczebną uzbrojonych więźniów i żołnierzy podziemia zdecydowali się nie reagować. W czasie całej akcji nie oddano ani jednego strzału.

## Następstwa

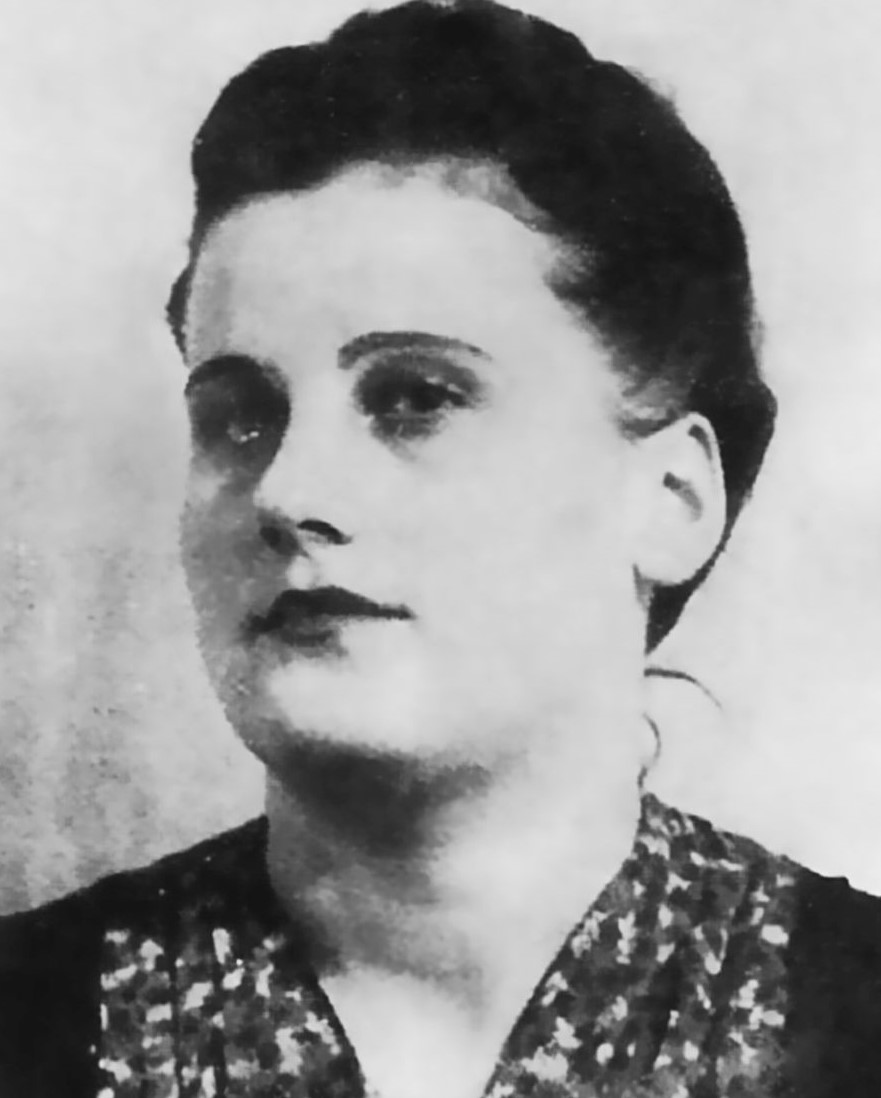
Irena Odrzywołek

Większość z uwolnionych więźniów została w krótkim czasie ponownie aresztowana i otrzymała wyroki wieloletniego więzienia. Irena Odrzywołek musiała opuścić Kraków z powodu podejrzeń jej udziału w akcji i ukrywała się w Gliwicach. Została aresztowana w listopadzie 1946 roku i była sądzona oraz skazana na karę śmierci razem z Bolesławem Pronobisem „Ikarem”. Wyrok wykonano niezwłocznie po jego ogłoszeniu, 17 grudnia tego samego roku, kiedy Odzrzywołek nie miała jeszcze skończonych 21 lat. Jej szczątki odnaleziono w wyniku prac ekshumacyjnych prowadzonych przez Instytut Pamięci Narodowej we wrześniu 2019 r. na Cmentarzu Komunalnym przy ul. Panewnickiej w Katowicach.
Rozbicie więzienia św. Michała w Krakowie nie miało wielkiego znaczenia militarnego dla działalności partyzantki antykomunistycznej, nawet w wymiarze lokalnym. Wywarło jednak duży wpływ propagandowy. Śmiała akcja przeprowadzona w biały dzień w historycznym centrum Krakowa pokazała władzom komunistycznym, że nie mogą czuć się bezpieczne nawet w mieście wojewódzkim, a w zasięgu podziemia niepodległościowego są także silnie strzeżone obiekty.

## Pamięć

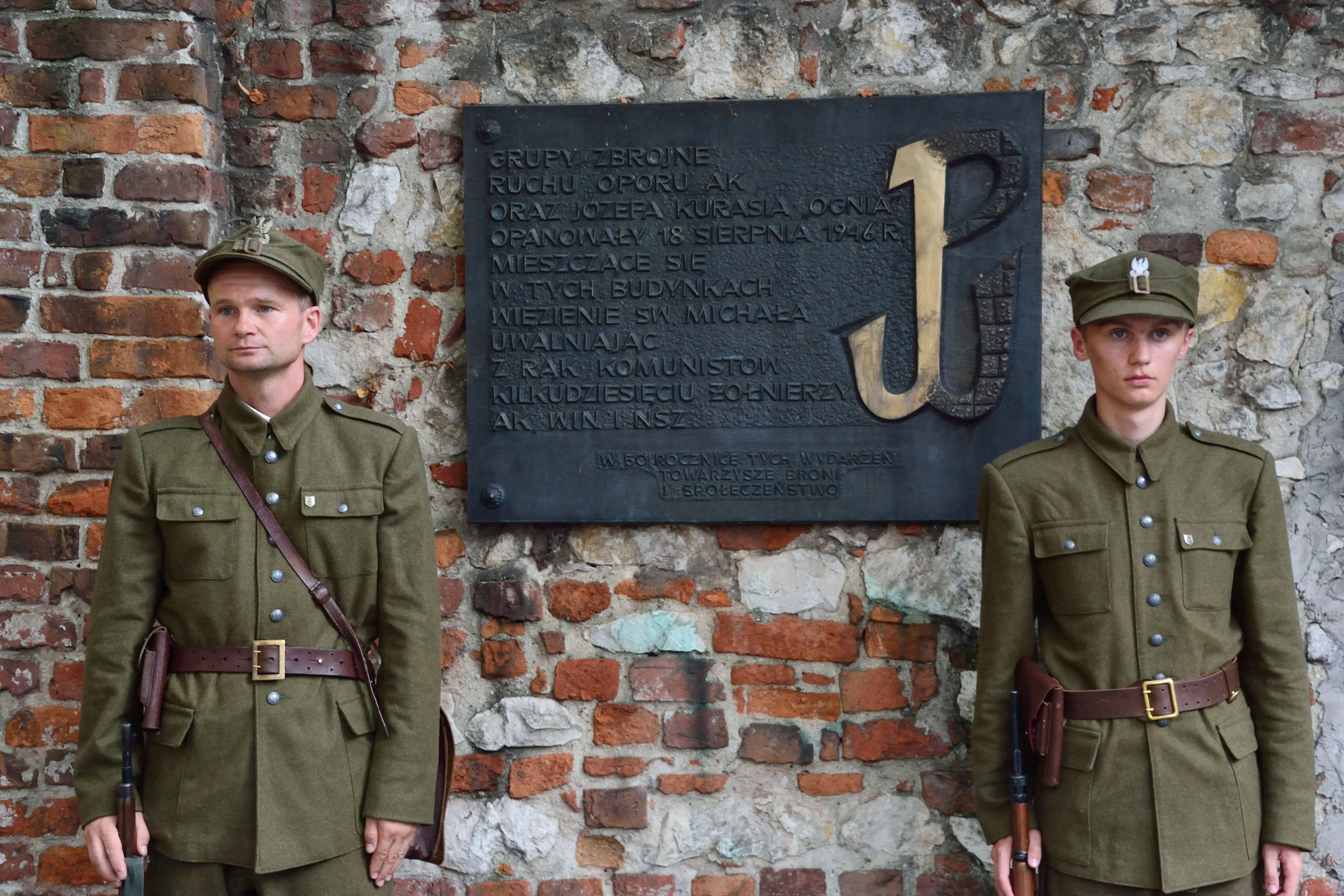
Tablica upamiętniająca akcję w więzieniu św. Michała (2017)

Na murze otaczającym teren obecnego Muzeum Archeologicznego w Krakowie na terenie dawnego więzienia przy ul. Senackiej 3 odsłonięto tablicę upamiętniającą akcję uwolnienia więźniów w 1946 roku. Co roku w rocznicę akcji odbywają się tam uroczystości patriotyczne.